# Леонід Арбузов (1848–1912)
Леоні́д Арбу́зов (нім. Leonid Arbusow; 7 (19) січня 1848 — 1 (14) січня 1912) — німецький історик російського походження. Медієвіст, спеціаліст з країн Балтії і Лівонії.

## Біографія
Леонід Арбузов народився 19 січня 1848 року в Мітаві, Курляндська губернія, Російська імперія. Син дворянина Олександра Арбузова (? — 1855), лейтенанта Російської імператорської армії, та Наталії Чудовської. Виріс сиротою у будинку Магнуса-Георга Паукера (1787—1855) в Мітаві.
Арбузов навчався у Виборгу, Мітаві й Дерпті. З 1867 року він вивчав зоологію в Дерпті. Потім Арбузов студіював медицину в Лейпцигу, а з 1871 року — в Дерпті. У 1871–1876 роках він був студентом Геттінгенського університету. Перші три роки Арбузов вивчав природничі науки, а останні три — історію під керівництвом Геогра Вайтца.
У 1877—1885 роках Арбузов працював учителем природознавства у повітовій школі Бауске (Бауска, Латвія). 1884 року він одружився у Бауске із Ольгою Аншютц. Дружина народила сина, історика Леоніда-Ганса-Миколая Арбузова. У 1885–1888 роках Арбузов був інспектором повітових шкіл Тукума (Тукумс, Латвія). Згодом він працював приватним учителем у Мітаві.
1889 року Арбузов став членом-кореспондентом Товариства історії та старожитностей Прибалтійського краю, а 1893 року отримав повноправне членство. 1893 року він переїхав до Риги, де жив до самої смерті. З 1894 року — Арбузов був співголовою Товариства історії та старожитностей Прибалтійського краю. Він працював у 2-му відділі товариства, вивчав лівонську історію, спеціалізувався на лівонських грамотах. 1898 року Арбузов став членом кореспондентом, а з 1909 року — почесним членом Генеалогічного товариства балтійських губерній. Також, з 1900 року він був членом-кореспондентом Товариства літератури і мистецтва Курляндії.
Леонід Арбузов помер 14 січня 1912 року у Зассенгофі біля Риги.
Арбузов був автором першого фундаментального дослідження з історії країн Балтії — «Нарису історії Ліфляндії, Естляндії і Курляндії» (1889). Він першим зібрав біографічну базу даних про осіб середньовічної Лівонії — понад 1 тисячу лицарів Лівонського ордену та 5 тисяч священнослужителів.

## Праці
Автор
- Grundriß der Geschichte Liv-, Est- und Kurlands, Mitau-Riga 1889
- Das älteste Wittschopbuch der Stadt Reval (1312—1360), 1890
- Die im Deutschen Orden in Livland vertretenen Geschlechter, Mitau 1901
- Livlands Geistlichkeit vom Ende des 12. bis ins 16. Jahrhundert, Mitau 1902

Видавець
- Liv-, Est- und Kurländisches Urkundenbuch, II. Abt., Bd. 1 bis 3 (1494—1510), Riga 1900—1914
- Liv-, Est- und Kurländisches Urkundenbuch, III. Abt. (Akten und Rezesse der Livländischen Ständetage), Bd. 3 (Plettenberg-Bd.), Riga 1910